# Minco Eggersman
Minco Eggersman (27 mei 1977) is een Nederlands musicus, producer en (film)componist. In 2023 won hij een Gouden Kalf voor zijn filmmuziek voor De man uit Rome. 

## Biografie
Naast zanger en drummer van at the close of every day en drummer bij The Spirit That Guides Us, is Eggersman actief als soloartiest onder de naam ME, Minco Eggersman en het UNIFONY project, samen met Jan Theodoor Borger, Mathias Eick, Aaron Parks, Oskar Gudjonsson, Bob Ludwig en James Marsh. Eerder was Minco Eggersman ook actief als drummer bij de bands The Crutch, Kryptonite Garden en Rollercoaster 23.
Tevens is Eggersman een van de oprichters en mede-eigenaar van de platenlabels Sally Forth Records en Volkoren en van de webwinkel YouMakeMusic.com.  
Eggersman heeft zich ook toegelegd op het schrijven van soundtracks, vaak voor de films van Jaap van Heusden, Stijn Bouma en Luca Meisters, maar ook voor regisseurs als Helen Rollins, Janis Rafailidou, Jochem de Vries, Valeriu Andriuta, Niels Bourgonje, Loretta van der Horst, Zaza Khalvashi. 
Eggersman is bovendien medeoprichter en eigenaar van het biermerk Tongval. 
In 2023 won hij een Gouden Kalf voor zijn soundtrack bij de film De man uit Rome van Jaap van Heusden.

## Producer (selectie)
- Anderson
- Ponoka
- Susanna Fields
- This Beautiful Mess
- A Red Season Shade
- Charles Frail
- Pale Blue Pony
- Meadowlake
- Denhollander
- Just
- Psalmen voor Nu

## Discografie (selectie)
- Kavkasia (ME)
- Hamden (ME)
- Darkness travers light (At the close of every day)

## Filmmuziek (selectie)
- Drone
- Win/Win
- De nieuwe wereld
- In Blue
- Regained Memory
- Visite
- Elf en Nova
- Once Upon A Time In Calcutta
- Drawing Lots
- De Man Uit Rome (bekroond met een Gouden Kalf)
- A Guide To Making Love